# Jordankare
Ett jordankare är en fästanordning mellan marken och ett annat objekt, att användas istället för ett gjutet markfundament (som inte är samma sak). Det finns många olika typer, från små som används till torkvindor, utejulgranar etc, till stora som används till bullerplank, kraftledningsstolpar, mm. Som fästanordning konkurrerar jordankaret till exempel med betongfundament. 

## Konstruktion

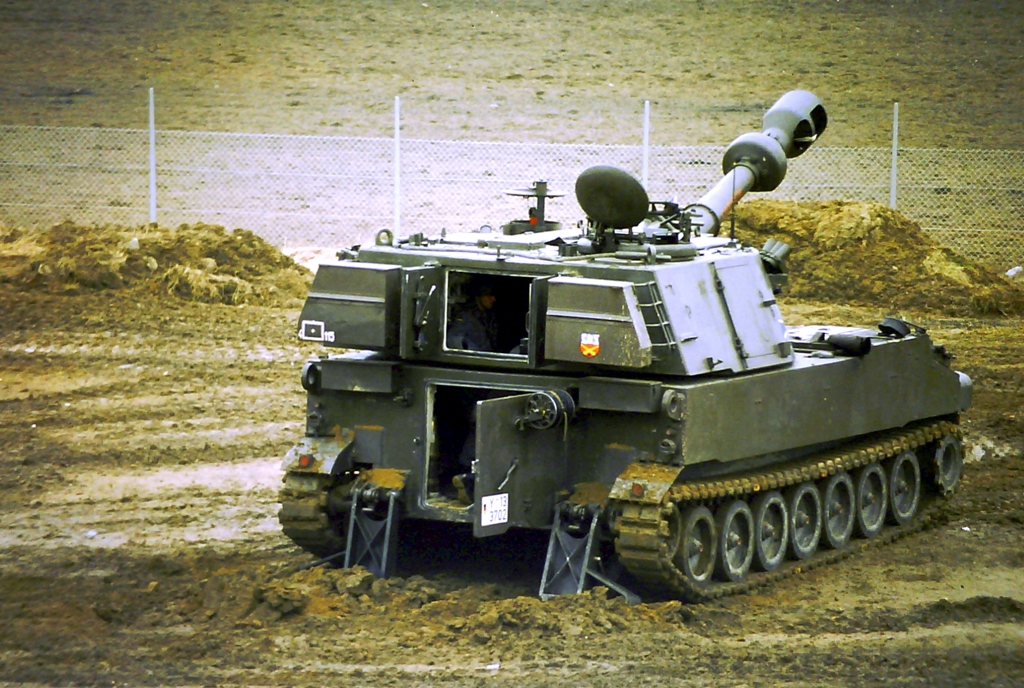
En tysk bandkanon med två jordankare nerkörda i marken bakom fordonet för att ta upp rekylen.

De allra enklaste jordankarna består av en pinne, spik eller ett rör som körs ner i marken. Därefter träs det objekt som ska fästas ner i röret eller knyts kring pinnen. Mer komplexa jordankare (alltifrån tältpinnar till fästen för staket) tillverkas med öglor eller fästen där sedan objektet fästs. Ännu mer professionella jordankare kan ha gängor och skruvas ner i marken. Andra modeller fästs i marken med slägga. Sådana jordankare är stadiga vid både tryck och drag, på grund av att de dels har en sorts vingar längs sidorna för att stabilisera jordankaret horisontellt, dels har vingar längst ner som låser fast ankaret i marken på samma sätt som en expanderskruv. Till skillnad från andra typer av fundament krävs alltså varken uppgrävning (vid gjutning måste konstruktionen vara så pass tung så att den klarar det drag som kan uppstå) eller efterarbete. Detta gör att jordankaret är billigare att installera.
Hur stort föremål som går att fästa på detta sätt beror på en rad faktorer: hur hårt jorden är packad, hur långt röret är och hur tjockt röret är. 
De jordankare som används när större föremål ska fästas är vanligen tillverkade i varmgalvaniserad metall, och körs ner i marken med hjälp av antingen särskilda jordankarmaskiner eller för hand. 